# بهارستان (کتاب)

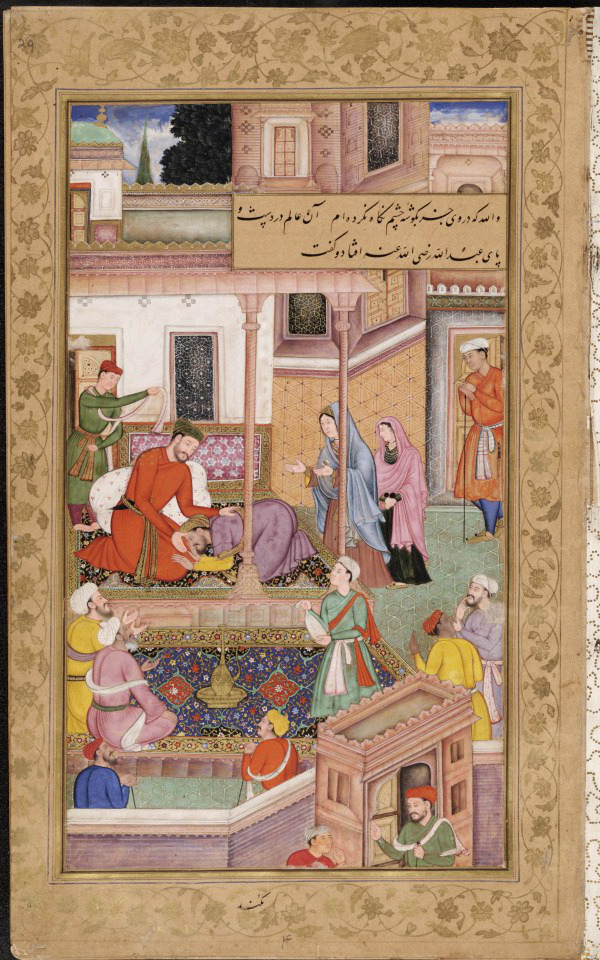
صفحه‌ای از یک نسخه خطی قدیمی و مصور از کتاب بهارستان مربوط به سال ۱۵۹۵ میلادی

بهارستان یا روضة الاخیار و تحفة الابرار کتابی منثور (به زبان بیان عادی، و نه شعر و نظم)، اما آمیخته به نظم و شعر، از عبدالرحمن جامی است که بخش‌هایی از آن را به سبک و سیاق گلستان سعدی نگاشته است. این کتاب، دارای هشت بخش یا فصل با نام روضه، یک مقدمه و یک خاتمه است. در آغاز کتاب، جامی می‌گوید که از آنجا که فرزندش مشغول آموختن و تحصیل است، او این کتاب را برای وی می‌نگارد. در مقایسه با گلستان سعدی، بهارستان دارای نظم و شعر بیشتری است.
هشت روضهٔ بهارستان جامی در معانی و موضوعات گوناگون هستند:
- روضه اول: در ذکر مشایخ صوفیه و اسرار احوال آنان
- روضه دوم: متضمن حِکَم و مواعظ و حکایت، مناسب مقام
- روضه سوم: دربارهٔ اسرار حکومت و حکایات شاهان
- روضه چهارم: دربارهٔ بخشش و بخشندگان
- روضه پنجم: در تقریر حال عشق و عاشقان
- روضه ششم: حاوی مطایبات و لطایف و ظرایف
- روضه هفتم: در شعر و بیان حال شاعران
- روضه هشتم: در حکایتی چند از زبان احوال حیوانات و جانوران

بهارستان مشتمل بر نکات، مطالب و توصیه‌های اخلاقی و دستورها و نصایحی دربارهٔ زندگی است و در جای مناسب، حسب معنا و محتوا، از شعر و نظم در آن استفاده گردیده است. در بهارستان جامی از شعر برای زیبایی متن استفاده شده است. شمار اشعار در بهارستان ۴۶۹ بیت است که ۱۶ بیت آن به عربی و همهٔ ابیات، به جز ۱۳۶ بیت در روضهٔ هفتم که شرح احوال یا زندگینامهٔ شاعران است، سرودهٔ خودِ جامی است. او در اینباره می‌سراید:
| جامی هر جا که نامه‌ای آراست        |  | از گفتهٔ کس به عاریت هیچ نخواست |
| آن را که ز صنع خود دکان پر کالاست |  | دلالی کالای کسانش نه سزاست     |

کتاب بهارستان، دارای نثری ساده و مسجع است. جامی در تألیف بهارستان، از آیات قرآن، احادیث و روایات مذهبی نیز به شیوهٔ استفاده از آرایهٔ تضمین بهره برده است.
نسخه‌های کتاب بهارستان جامی، کم‌یاب نیست و این کتاب، بارها به چاپ رسیده است. یکی از چاپ‌های مشهور این اثر، نسخهٔ چاپ شهر وین است که در سال ۱۸۴۶ میلادی انتشار یافته و در تهران نیز، در سال ۱۳۴۰ هجری شمسی، از روی آن به شیوهٔ چاپ عکسی افستی رونوشت‌برداری به عمل آمده است.